# Jan-van-Amstel-Klasse
Die Jan-van-Amstel-Klasse war eine Klasse von Minensuchbooten, welche für die Königlich Niederländischen Marine gebaut wurde und im Zweiten Weltkrieg zum Einsatz kam.

## Allgemeines
Die Jan-van-Amstel-Klasse war die dritte Klasse von Minenabwehrfahrzeugen, welche für die niederländische Marine gebaut wurden. Vorgänger waren die je vier Boote umfassende M- und A-Klasse.
Es wurden acht Bauaufträge an zwei Privatwerften – Machinefabriek en Scheepswerf van P. Smit Jr. in Rotterdam und Gusto in Schiedam – vergeben, welche die Boote ab März 1936 auf Kiel legten und bis Oktober 1937 in Dienst stellten. Vier weitere Boote wurden später geordert, wovon aber nur noch eines vor Besetzung der Niederlande durch die deutsche Wehrmacht 1940 auf Kiel gelegt werden konnte.

### Kriegsmarine
Die Pieter Florisz und Abraham van der Hulst versenkten sich am 14. Mai 1940 bei Enkhuizen selbst und die Willem van Ewijck (II) wurde unfertig erbeutet. Nach Hebung, Instandsetzung bzw. Fertigstellung wurden alle drei Boote durch die Kriegsmarine als M 551 (Willem van Ewijck), M 552 (Pieter Florisz) und M 553 (Abraham van der Hulst) in Dienst gestellt und als Torpedofangboote in der Ostsee eingesetzt. Dabei sank M 553 Mitte April 1944 bei Brüsterort (Ostpreußen) nach Minentreffer. Das Boot konnte aber gehoben werden und sollte später auf einer Stettiner Werft instand gesetzt werden. Dort erhielt es aber bei einem sowjetischen Luftangriff Ende August 1944 einen Bombentreffer und brannte völlig aus. Die beiden anderen Boote überlebten den Krieg und wurden an die Niederlande zurückgegeben.

### Royal Australian Navy
Nachdem die Abraham Crijnssen, anders als ihre drei ebenfalls in Niederländisch-Indien eingesetzten Schwestern, die japanischer Eroberung der niederländischen Gebiete überlebt hatte. Wurde sie im August 1942 der australischen Marine übergeben und dort bis zum 5. Mai 1943 unter ihrem alten Namen geführt. Danach kehrte sie in niederländischen Dienst zurück.

## Liste der Einheiten
| Kennung | Name                   | Bauwerft                               | Kiellegung        | Stapellauf         | Indienststellung   | Verbleib                                                          |
| --- | ---------------------- | -------------------------------------- | ----------------- | ------------------ | ------------------ | ----------------------------------------------------------------- |
| A | Jan van Amstel         | Scheepswerf van P. Smit Jr., Rotterdam | 21. März 1936     | 27. August 1936    | 15. März 1937      | am 8. März 1942 versenkt durch japanischen Zerstörer bei Surabaya |
| B | Pieter de Bitter       | Scheepswerf van P. Smit Jr., Rotterdam | 21. März 1936     | 29. Oktober 1936   | 26. Mai 1937       | am 6. März 1942 selbstversenkt bei Surabaja                       |
| C | Abraham Crijnssen      | Gusto, Schiedam                        | 21. März 1936     | 22. September 1936 | 26. Mai 1937       | 1961 außer Dienst gestellt und später Museumsschiff               |
| D | Eland Dubois           | Gusto, Schiedam                        | 21. März 1936     | 24. Oktober 1936   | 21. Juni 1937      | am 8. März 1942 selbstversenkt bei Surabaja                       |
| E | Willem van Ewijck (I)  | Scheepswerf van P. Smit Jr., Rotterdam | 1936              | 22. Februar 1937   | 19. Juli 1937      | 8. September 1939 gesunken                                        |
| F | Pieter Florisz         | Scheepswerf van P. Smit Jr., Rotterdam | 22. November 1936 | 11. Mai 1937       | 13. September 1937 | später abgewrackt                                                 |
| G | Jan van Gelder         | Gusto, Schiedam                        | 10. Oktober 1936  | 27. März 1937      | 13. September 1937 | später abgewrackt                                                 |
| H | Abraham van der Hulst  | Gusto, Schiedam                        | 10. November 1936 | 31. Mai 1937       | 11. Oktober 1937   | am 21. April 1944 nach Minentreffer gesunken, später abgewrackt   |
| | Willem van Ewijck (II) | Scheepswerf van P. Smit Jr., Rotterdam | 1940              | 16. April 1940     | 30. August 1940    | später abgewrackt                                                 |
| Bauaufträge für drei weitere Boote der Scheepswerf van P. Smit Jr. erteilt, aber durch die deutsche Besetzung erfolgte keine Kiellegung mehr. |                        |                                        |                   |                    |                    |                                                                   |

## Technische Beschreibung

### Rumpf
Der Rumpf eines Bootes der Jan-van-Amstel-Klasse war 56,8 Meter lang, 7,8 Meter breit und hatte bei einer Einsatzverdrängung von 525 Tonnen einen Tiefgang von 2,2 Metern.
Die Besatzung bestand aus 45 Mann.

### Antrieb
Der Antrieb erfolgte durch zwei Stork-Dreifach-Expansionsdampfmaschinen mit drei ölbefeuerten Dampferzeugern – Kesseln des Yarrow-Typs – mit welcher eine Gesamtleistung von 1.600 PS (1.177 kW) erreicht wurde. Die Leistung wurde an zwei Wellen mit je einer Schraube abgegeben. Die Höchstgeschwindigkeit betrug 15 Knoten (28 km/h). Es konnten 110 Tonnen Kraftstoff gebunkert werden, was zu einer maximalen Fahrstrecke von 1.600 Seemeilen (2.963 km) bei 15 Knoten führte. Außerdem gab es Wasserreserven und eine Destillationsanlage mit der das Speisewasser vorgeheizt und für die Heizkessel aufgereinigt wurde. Bei ausgekühltem Kesseln musste man vier Stunden vorheizen, bevor man ausfahren konnte.

### Minensuchausrüstung
Zum mechanischen Räumen von Seeminen (Ankertauminen) verfügte die Klasse über Minenräumgeschirr bestehend aus Räumottern (engl. Paravane), welche mittels zweier Davits abgelassen wurden. Diese Räumotter wurden seitlich vom schleppenden Fahrzeug nachgezogen und durch Tragflächen auf Höhe gehalten. Das gespannte Schleppkabel konnte nun die Ankertaue von Ankertauminen zum Räumotter führen, wo es durch Kabelschneider durchtrennt wurde, und die Mine aufschwamm. Danach konnte sie mittels Handfeuerwaffen oder Schiffsartillerie zur Explosion gebracht werden. Sollte das Ankertau nicht durchtrennt werden, wurde die Mine und der Räumotter zur Kollision und damit Explosion gebracht. Das Schleppkabel konnte danach eingeholt und gegebenenfalls vorhandenes Ersatzgerät angebracht werden.